# Neápolis (Creta)
Neápolis (en griego: Νεάπολη) es una unidad municipal de Grecia en la periferia de Creta (unidad periférica de Lasithi). Cuenta con 5059 habitantes según los datos del censo de 2001.
A raíz de la reforma administrativa del Plan Calícrates, en vigor desde enero de 2011, forma parte del municipio de Ágios Nikolaos, en la costa del mar Egeo. Su territorio es en parte montañoso y su litoral rocoso e irregular.

## Centros principales
- Neápolis: Es un pueblo de montaña circuandado de olivares. Lo atraviesa el eje principal viario de Heraclión a Agios Nikolaos. Es el lugar natal de Pedro Filargis, antipapa en el 1409 con el nombre de Alejandro V.
- Mílatos: es un pueblecito costero, en cuya cercanía hay una cueva con estalactitas.
- Sisi: es un pequeño puerto y balneario a seis kilómetros de la capital.